# Лебедево (Пеновский район)
Лебедево — деревня в Пеновском районе Тверской области.

## География
Находится в западной части Тверской области на расстоянии приблизительно 28 км на запад-юго-запад по прямой от железнодорожной станции Пено.

## История
Деревня была показана на карте 1825 года. В 1859 году здесь было учтено 5 дворов, в 1939 — 23. До 2020 года входила в Ворошиловское сельское поселениеПеновского района до их упразднения.

## Население
Численность населения: 37 человек (1859 год), 12 (русские 100 %) 2002 году, 10 в 2010.